# Nerone (miniserie televisiva)
Nerone (Imperium: Nerone) è una miniserie televisiva, divisa in due parti del 2004 diretta dal regista Paul Marcus, parte del ciclo Imperium e prodotta da Lux Vide con Rai Fiction, Eos Entertainment, Rai Trade, Nero Production in associazione con Blue Star Movies, LuxVide GmbH, Quinta Communications, Carthago Film.

## Trama
Narra la storia dell'imperatore romano Nerone. Durante la trasmissione si assiste a tutti gli eventi più importanti che hanno caratterizzato il personaggio storico, partendo dalla sua poca conosciuta giovinezza.
Da ragazzo, il futuro imperatore Nerone è testimone delle follie dell'imperatore Caligola, che uccide suo padre ed esilia sua madre. Mentre si trova in esilio sull'isola di Ventotene, Agrippina, la madre, ha una visione e le appare uno spettro che le dice che suo figlio potrà diventare imperatore, anche se questo la condurrà alla morte. Lei accetta la proposta. 
Il piccolo Lucio Enobarbo Nerone viene affidato alle cure della zia Domizia, che delega l'educazione del nipote allo schiavo e poeta greco Apollonio. Il giovane cresce quindi in mezzo a contadini e servitori e si affeziona particolarmente alla figlia del suo tutore, Atte. 
Alla morte di Caligola, Claudio, zio di Agrippina, diventa imperatore e richiama dall'esilio la nipote. Così, dopo tanti anni, Nerone può riabbracciare la madre. Agrippina però ha un unico obiettivo: vuole che suo figlio diventi imperatore. Per prima cosa si sbarazza di Messalina, la dissoluta moglie di Claudio, poi seduce lo zio convincendolo a sposarla. Infine persuade Claudio a nominare erede del potere imperiale Nerone e non suo figlio naturale Britannico. 
Nerone vorrebbe trasferirsi in Grecia con Atte ma sua madre avvelena il marito. Nerone, suo malgrado, diventa imperatore. Il rapporto tra madre e figlio diventa sempre più difficile, soprattutto quando Agrippina costringe Nerone ad allontanare Atte dalla corte e a uccidere Britannico, in quanto suo potenziale rivale. 
Esasperato dai continui ordini della madre l'imperatore, in uno scatto d'ira, ordina al prefetto del pretorio, Tigellino, di uccidere Agrippina, che chiede di essere colpita nel ventre, dal quale ha generato il figlio. Nerone sposa quindi Poppea Sabina, giovane donna, ma non riesce a dimenticare l'amore per Atte. 
Poppea induce Nerone, drogandolo, a compiere pazzie e molti tra gli uomini più autoritari di Roma tramano alle spalle dell'imperatore. Tra questi il consigliere dello stesso Nerone, Seneca. Quando Nerone viene a sapere del tradimento di Seneca, costringe il filosofo al suicidio. 
Nel 64 d.C. un disastroso incendio distrugge la città di Roma e il popolo incolpa Nerone di aver appiccato il fuoco. Su consiglio di Poppea, l'imperatore indica i cristiani come responsabili dell'incendio e inizia una persecuzione, facendo uccidere, tra gli altri, Paolo di Tarso, risparmiando però Atte, convertitasi da non molto. 
Durante una festa Nerone uccide accidentalmente Poppea, incinta di un bambino. Dopo l'accaduto l'imperatore perde completamente il senno. Roma viene ricostruita e nei quartieri bruciati viene edificato lo splendido palazzo imperiale, la Domus Aurea. 
Nel 68 d.C. il generale Galba marcia su Roma e si autoproclama nuovo imperatore. Nerone fugge a cavallo dalla città e, raggiunti i luoghi dove aveva trascorsa la sua gioiosa gioventù, si uccide. Atte, ritornata a vivere in quelle stesse zone, assiste alla morte dell'amato che, in punto di morte, afferma di amarla ancora. Il corpo di Nerone viene bruciato e alla funzione sono presenti solo Atte e pochi altri servitori.

## Ascolti
| n° | Prima TV Italia | Telespettatori | Share  |
| -- | --------------- | -------------- | ------ |
| 1  | 23 maggio 2004  | 6 648 000      | 26.51% |
| 2  | 24 maggio 2004  | 7 660 000      | 28.06% |

## Curiosità
Il tema musicale del film è stato ricavato dalla colonna sonora della serie televisiva del 2003 Soraya, anch'essa firmata da Andrea Guerra.

## La serieImperium
La serie Imperium è composta da cinque miniserie televisive:
- Augusto - Il primo imperatore, regia di Roger Young (2003);
- Nerone, regia di Paul Marcus (2004);
- San Pietro (miniserie televisiva), regia di Giulio Base (2005);
- Pompei (miniserie televisiva), regia di Giulio Base (2007);
- Sant'Agostino (miniserie televisiva), regia di Christian Duguay (2010)